# Eumyzus pruni
Eumyzus pruni är en insektsart som beskrevs av Chakrabarti och Bhattacharya 1985. Eumyzus pruni ingår i släktet Eumyzus och familjen långrörsbladlöss. Inga underarter finns listade i Catalogue of Life.